# Bruckmühl
Bruckmühl – gmina targowa w Niemczech, w kraju związkowym Bawaria, w rejencji Górna Bawaria, w regionie Südostoberbayern, w powiecie Rosenheim. Leży około 15 km na zachód od Rosenheimu, nad rzeką Mangfall.

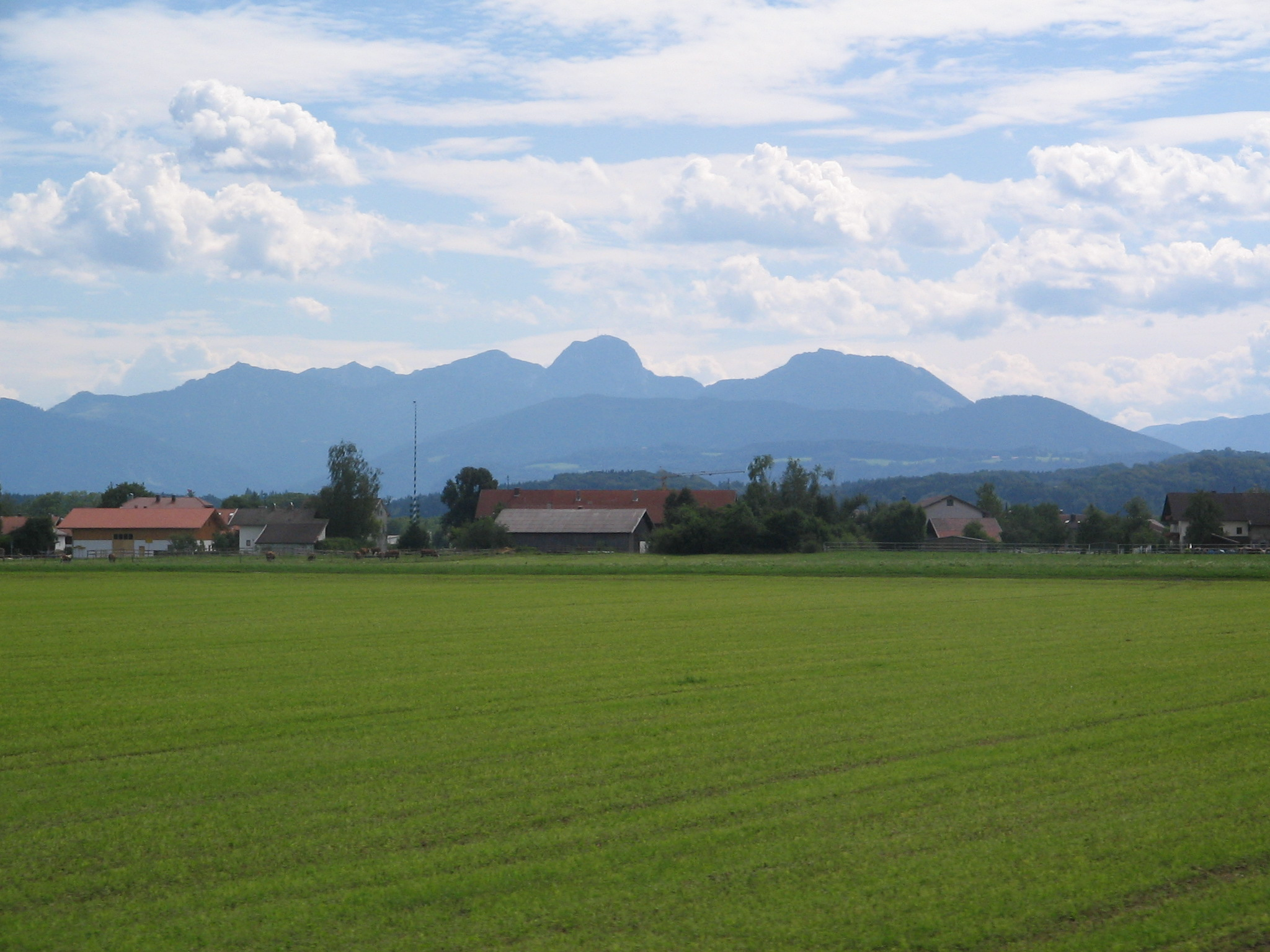

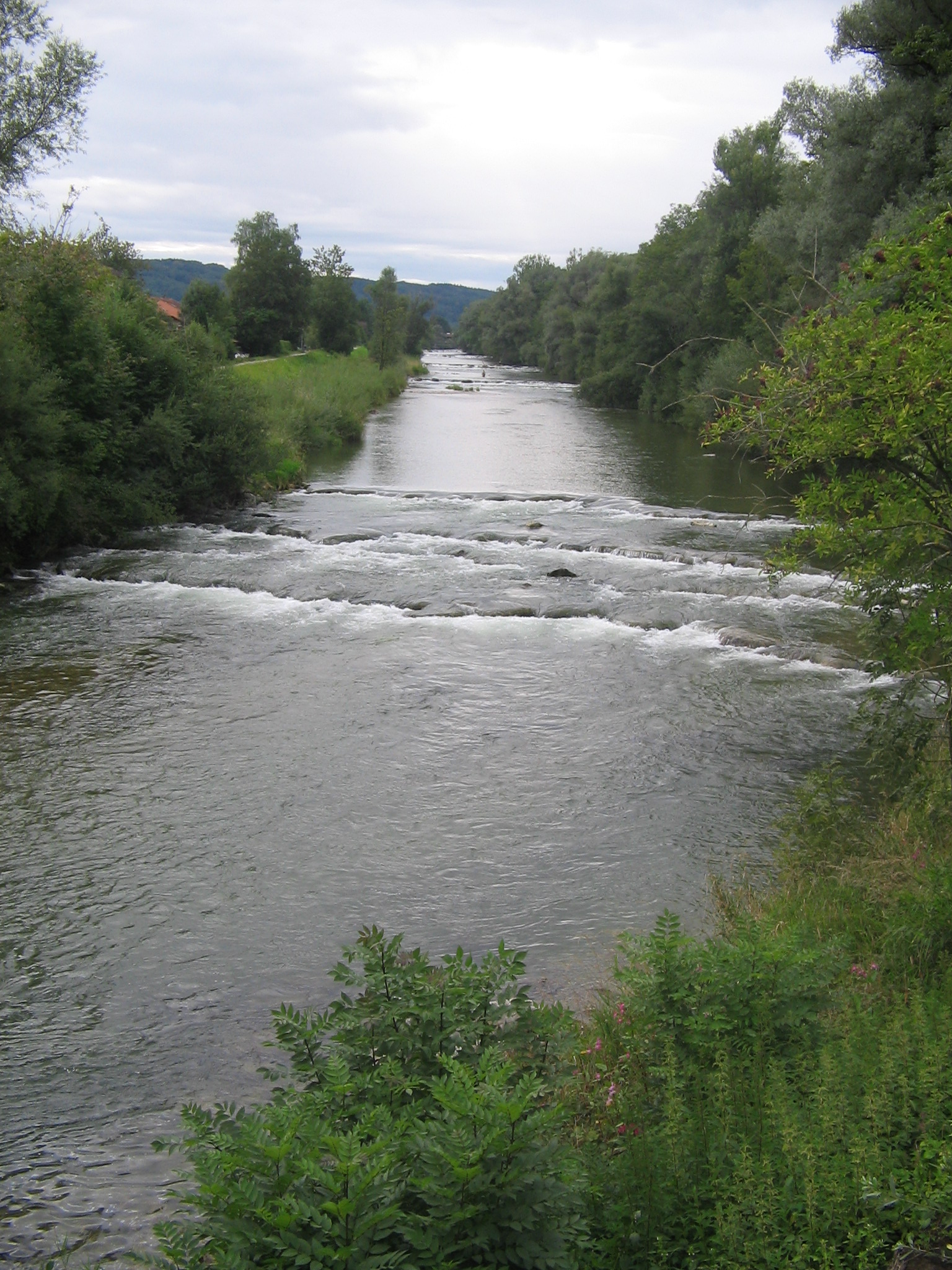
Mangfall

## Demografia
Dane o ludności z 31 grudnia 2008:
| Opis                                | Ogółem | Ogółem | Kobiety | Kobiety | Mężczyźni | Mężczyźni |
| ----------------------------------- | ------ | ------ | ------- | ------- | --------- | --------- |
| Jednostka                           | osób   | %      | osób    | %       | osób      | %         |
| Populacja                           | 15 993 | 100    | 8048    | 50,32   | 7945      | 49,68     |
| Wiek przedprodukcyjny (0–17 lat)    | 3187   | 19,93  | 1550    | 9,69    | 1637      | 10,24     |
| Wiek produkcyjny (18–65 lat)        | 9961   | 62,28  | 4951    | 30,96   | 5010      | 31,33     |
| Wiek poprodukcyjny (powyżej 65 lat) | 2845   | 17,79  | 1547    | 9,67    | 1298      | 8,12      |

## Polityka
Rada gminy składa się z 24 osób.
|      | CSU/PFW | SPD | ÜWG | Zieloni | OL | Razem |
| 2008 | 13      | 3   | 3   | 2       | 3  | 24    |
| 2002 | 16      | 4   | 4   | –       | –  | 24    |

## Współpraca
Miejscowość partnerska:
- Bruck an der Leitha, Austria